# Silversandbi
Silversandbi (Andrena argentata) är en art i insektsordningen steklar som tillhör överfamiljen bin och familjen grävbin.

## Beskrivning
Silversandbiet har en kroppslängd på 7 till 9 millimeter. På huvudet och mellankroppen har hanen en silverfärgad behåring, medan honans behåring är ljusbrun, blekare hos äldre bin. Båda könen har en svart bakkropp där tergiterna har vita fransar, som ibland kan bilda sammanhängande band på den bakre delen av bakkroppen. Förutom på bakkroppens färg skiljer sig hanen från honan genom sin slankare kroppsbyggnad och sina längre antenner. En förväxlingsart är mosandbiet, som bara skiljer sig åt genom små detaljer i tergiternas och könsorganets uppbyggnad.

## Ekologi
Artens habitat är öppna och sandiga områden som öppen tallskog på sandjord och hedmarker med bar sand, samt miljöer som människan skapat, till exempel grus- och sandtäkter. Igenläggning och återplantering av gamla sandtäkter missgynnar därför arten. Arten kan även uppträda på fuktiga biotoper som skogsbryn och -gläntor och vägrenar.

### Föda och födosök
Arten betraktas som polylektisk, det vill säga det besöker blommande växter från många olika familjer, men på grund av habitatsvalet är ljung i familjen ljungväxter det främsta födovalet. Den besöker dock även flockblommiga växter som bland annat bockrot, vildmorot, krusfrön och lokor, korgblommiga växter som bland annat röllika, fibblor, maskrosor, hästhov,  tistlar och fältmartorn, dunörtsväxter som mjölke, svaltingväxter som pilblad, korsblommiga växter som kål, väddväxter som ängsvädd, videväxter som videsläktet, ranunkelväxter som smörblommor, samt rosväxter som fingerörter, rönnsläktet, hagtorn och plommonsläktet. Flygperioden varar mellan slutet av juli till början av september; i delar av utbredningsomrdet kan arten ha två generationer per år.

### Fortplantning
Arten är solitär, den bildar inte samhällen utan honan står för hela bobyggandet. Boet grävs ut i finkornig sand på plan mark eller i sydsluttningar. Boets ingång döljs med sand. Hanarna kläcks före honorna, och när de senare kläcks väntar hanarna på dem för att para sig, flygande på låg höjd. Boet kan parasiteras av kleptoparasiten sandgökbi, som lägger sitt ägg i larvcellen. Sandgöksbiets larv lever sedan av den insamlade maten, efter det att värdägget eller -larven dödats.

## Utbredning
Silversandbiet förekommer i Nord-, Central- och delar av Sydeuropa från södra England och Kanalöarna i väster. Österut fortsätter utbredningen över Turkiet, Kaukasien och Kazakstan till Altaj, Transbajkal och Primorje kraj i östra Sibirien.
I Sverige finns arten från Skåne till Hälsingland, men den har gått starkt tillbaka i Skåne, södra Småland, Öland och Gotland, och betraktas som nästan försvunnen där. I Finland finns biet från sydkusten (exklusive Åland) norrut till Birkaland i väster, Norra Österbotten och Kajanaland i centrala delarna av landet, samt Norra Karelen i öster.
Arten var i Sverige upptagen som nära hotad ("NT") i 2010 och 2015 års rödlistor, men förklarades som livskraftig ("LC") 2020. I Finland är den rödlistad som nära hotad.